# متكال موزمبيقي
متكال موزمبيقي هي العملة الوطنية في موزمبيق والمعتمدة منذ عام 1980 بعد 5 سنوات من استقلالها عن البرتغال. وينقسم المتكال الموزمبيقي إلى 100 سنتافو. ويرجع اسم العملة إلى اسم مثقال. في عام 2006 قامت موزمبيق بطرح المتكال الموزمبيقي الثاني عوض المتكال الموزمبيقي الأول وشطبت 3 أصفار من كل عملة.

## التاريخ

### امتنكال الأول
استبدلت المتكال بالأسكودو في 16 يونيو 1980. خضع المتكال لتضخم حاد فبعد إعادة تقييم الليو الروماني في 1 يوليو 2005، أصبح المتكال أقل العملات قيمة حتى عام 2005 حين حل محله الدولار الزيمبابوي.

### المتكال الثاني
في 1 يوليو 2006، طرحت موزمبيق عملات جديدة. واستمرت الفترة الانتقالية التي يمكن خلالها استخدام كل من المتكال القديم والجديد حتى 31 ديسمبر 2006.

## العملات المعدنية

### المتكال الثاني
اعتبارًا من 1 يوليو 2006، تم إصدار عملات معدنية من فئات 1 و5 و10 و20 و50 سنتافو و1 و2 و5 و10 متكال.
| القيمة    | القطر     | الوزن     | المعدن             | الوصف           | الوصف            | تاريخ الإصدار |
| القيمة    | القطر     | الوزن     | المعدن             | الوجه           | العكس            | تاريخ الإصدار |
| --------- | --------- | --------- | ------------------ | --------------- | ---------------- | ------------- |
| 1 سنتافو  | 15 ملم    | 2 جرام    | فولاذ مطلي بالنحاس | وحيد قرن        | شعار بنك موزمبيق | 2006          |
| 5 سنتافو  | 19 ملم    | 2.3 جرام  | فولاذ مطلي بالنحاس | نمر             | شعار بنك موزمبيق | 2006          |
| 10 سنتافو | 17 ملم    | 3.06 جرام | صلب مطلي بالنحاس   | جرار زراعي      | شعار بنك موزمبيق | 2006          |
| 20 سنتافو | 19.5 ملم  | 4.1 جرام  | صلب مطلي بالنحاس   | قطن             | شعار بنك موزمبيق | 2006          |
| 50 سنتافو | 23 ملم    | 5.74 جرام | صلب مطلي بالنحاس   | رافرف           | شعار بنك موزمبيق | 2006          |
| 1 متكال   | 21 ملم    | 5.3 جرام  | نيكل مطلي بالصلب   | طلبة            | شعار بنك موزمبيق | 2006          |
| 2 متكال   | 24 ملم    | 6 جرام    | نيكل مطلي بالصلب   | سمك             | شعار بنك موزمبيق | 2006          |
| 5 متكال   | 27 ملم    | 6.5 جرام  | نيكل مطلي بالصلب   | Xylophone       | شعار بنك موزمبيق | 2006          |
| 10 متكال  | 24.92 ملم | 7.51 جرام | ثنائي المعدن       | مقر بنك موزمبيق | شعار بنك موزمبيق | 2006          |

## الأوراق النقدية

### المتكال الأول
في 16 يونيو 1980، اُصدرت عملات ورقية من فئات 50 و100 و500 و1000 متكال. ثم أعيد إصدار نفس الأوراق النقدية في 16 يونيو 1983 بشعار الدولة الجديد، وظهرت عملة 5000 عملة متكال في 3 فبراير 1989. وفي 16 يونيو 1991 اُصدرت عملات ورقية من فئات 500 و1000 و5000 و10000 تلتها 50000 و100000 متكال في 16 يونيو 1993 و20000 متكال في 16 يونيو 1999 و200000 و500000 متكال في 16 يونيو 2003.

### المتكال الثاني
من 1 يوليو 2006، اُصدرت أوراق نقدية جديدة بفئات 20 و50 و100 و200 و500 و1000 متكال. ثم في 1 أكتوبر 2011، أصدر بنك موزمبيق مجموعة جديدة من الأوراق النقدية التي تشبه سلسلة 2006، ولكن مع ميزات أمان محسنة. وتتم طباعة الفئات الثلاث الأصغر من البوليمر بينما الفئات الأعلى مطبوعة على الورق.
| الصورة | القيمة     | اللون الرئيسي | الوجه        | العكس    |
| ------ | ---------- | ------------- | ------------ | -------- |
|        | 20 متكال   | بنفسجي        | سامورا ماشيل | وحيد قرن |
|        | 50 متكال   | بني           | سامورا ماشيل | غزال     |
|        | 100 متكال  | أحمر          | سامورا ماشيل | زرافات   |
|        | 200 متكال  | أزرق          | سامورا ماشيل | أسود     |
|        | 500 متكال  | وردي          | سامورا ماشيل | جاموس    |
|        | 1000 متكال | أخضر          | سامورا ماشيل | فيلة     |